# Damon Minchella
Damon Minchella (Liverpool, 1º giugno 1969) è un bassista britannico. Fino al 2003 ha militato negli Ocean Colour Scene, che ha però abbandonato nel 2003 in seguito ad un litigio con il batterista; è noto anche per essere componente della band di Paul Weller, e di aver suonato con gli Who al Live 8 tenutosi all'Hyde Park di Londra.

## Curiosità
È tifoso del Napoli: suo nonno era di Quarto. Sull'amplificatore per il proprio basso è visibile uno sticker raffigurante il logo della squadra di calcio citata.